# Templeuve-en-Pévèle
Templeuve-en-Pévèle (do 17 listopada 2016 Templeuve) – miejscowość i gmina we Francji, w regionie Hauts-de-France, w departamencie Nord. W 2013 roku jej populacja wynosiła 5930 mieszkańców. Dnia 16 listopada 2015 roku zmieniono nazwę miejscowości z Templeuve na Templeuve-en-Pévèle. 